# Kvetta
Kvetta (urduul کوئٹہ, pastuul کوټه, angolul Quetta) város Pakisztánban, Beludzsisztán tartomány székhelye. Lakossága 900 000 fő. A lakosság nagy része a pastu népcsoportba tartozik.
A város Afganisztán határának közelében fekszik, 1680 méter magasságban. Nevének jelentése: erőd. A települést a száraz, kopár hegyek között, a Bolan-hágó vonalán egykor azért alapították, hogy ellenőrizzék az itt elhaladó útvonalat, amely az Indus-völgyet kötötte össze az afgán Kandahár várossal.
1935-ben a várost földrengés rombolta le, amelyet utána újjáépítettek.

## Éghajlat
| Hónap                                                 | Jan.  | Feb.  | Már. | Ápr. | Máj. | Jún. | Júl. | Aug. | Szep. | Okt. | Nov.  | Dec.  | Év    |
| ----------------------------------------------------- | ----- | ----- | ---- | ---- | ---- | ---- | ---- | ---- | ----- | ---- | ----- | ----- | ----- |
| Rekord max. hőmérséklet (°C)                          | 23,6  | 26,7  | 31,1 | 35,0 | 39,4 | 41,5 | 42,0 | 40,6 | 38,3  | 34,0 | 36,0  | 25,0  | 42,0  |
| Átlagos max. hőmérséklet (°C)                         | 10,8  | 12,9  | 18,7 | 24,8 | 30,4 | 35,3 | 35,9 | 34,8 | 31,4  | 25,5 | 19,2  | 13,3  | 24,5  |
| Átlagos min. hőmérséklet (°C)                         | −3,4  | −0,9  | 3,4  | 8,3  | 11,5 | 15,9 | 19,9 | 17,9 | 10,9  | 3,8  | −0,9  | −3,2  | 7,0   |
| Rekord min. hőmérséklet (°C)                          | −18,3 | −16,7 | −8,3 | −3,9 | −0,3 | 5,0  | 8,9  | 3,3  | −0,6  | −8,3 | −13,3 | −18,3 | −18,3 |
| Átl. csapadékmennyiség (mm)                           | 57    | 49    | 55   | 28   | 6    | 1    | 13   | 12   | 0     | 4    | 5     | 31    | 261   |
| Havi napsütéses órák száma                            | 220   | 209   | 233  | 273  | 335  | 327  | 313  | 313  | 294   | 307  | 279   | 239   | 3341  |
| Forrás: Hong Kong Observatory (altitude: 1589 m), PMD |       |       |      |      |      |      |      |      |       |      |       |       |       |

## Sport
A városban, ahogy egész Pakisztánban is, igen népszerű sport a krikett. Kvetta a székhelye a világ legerősebb krikettbajnokságai közé tartozó Pakistan Super League egyik csapatának, a Quetta Gladiatorsnak.

## Fordítás
- Ez a szócikk részben vagy egészben  a   Quetta című angol Wikipédia-szócikk fordításán alapul.  Az eredeti cikk szerkesztőit annak laptörténete sorolja fel. Ez a jelzés csupán a megfogalmazás eredetét és a szerzői jogokat jelzi, nem szolgál a cikkben szereplő információk forrásmegjelöléseként.
- Ez a szócikk részben vagy egészben  a   Quetta című német Wikipédia-szócikk fordításán alapul.  Az eredeti cikk szerkesztőit annak laptörténete sorolja fel. Ez a jelzés csupán a megfogalmazás eredetét és a szerzői jogokat jelzi, nem szolgál a cikkben szereplő információk forrásmegjelöléseként.